# Lea Lublin
Lea Lublin (ur. 1929 w Brześciu, zm. 1999 w Paryżu) – polsko-francuska performerka. Jej zaangażowanie w ruchy i tematy feministyczne przyczyniły się do włączenia jej w WACK! Art and the Feminist Revolution w Los Angeles w 2007 roku.

## Wykształcenie
Lea Lublin ukończyła Narodową Akademię Sztuk Pięknych w Buenos Aires i swoją karierę artystyczną rozpoczęła jako malarka. Jednak już w połowie lat 60. zaczęła się interesować i eksplorować wykorzystanie nowych mediów i nowych materiałów. Doprowadziło to do jej współpracy z Centrum Sztuk Wizualnych Instytutu Torquato di Tella, argentyńskiego centrum sztuki eksperymentalnej i awangardowej. Jej performance – akcja społeczna zatytułowana „Mon fils” (mój syn), który przedstawiła w Paryżu i w których zabierała swojego syna-niemowlę do muzeum (w godzinach otwarcia wystaw), zwrócił publiczną uwagę na wykorzystanie życia społecznego oraz roli jaką pełni w nim kobieta, jako głównego materiału w twórczości Lublin. Do końca lat 60, przedstawiła jeszcze wiele podobnych akcji performance w Argentynie oraz Chile. Jej następna praca „Terranauts”, stworzona w 1969 roku, była mocno inspirowana francuskim feminizmem. Zainteresowanie to doprowadziło do przeprowadzki Lublin do Paryża, gdzie żyła i tworzyła aż do śmierci w 1999 roku.
W swojej twórczości, wychodząc od płaskiego płótna, którego używała jako malarka, stała się członkinią ruchu lat 60, który wykorzystywał sztukę jako środek sztuki zaangażowanej w dialog społeczny, oraz dążył do zniwelowania podziału na sztukę i życie, odwołując się do borgesowskiej teorii „sztuki jako formy oddechu”. Wkładem Lublin w ten ruch był feminizm, zaangażowanie publiczności w sposób krytyczny, ale otwarty na różne grupy odbiorców.
Twórczość Lei Lublin zalicza się do tego samego pokolenia artystów, co Lygia Clark czy Allan Kaprow.

## Dzieła w kolekcjach
Jej dzieła znajdują się w stałych kolekcjach Museum of Modern Art w Nowym Jorku, Centre national des arts plastiques, Fonds régional d’art contemporain Alsace, oraz w Bibliothèque nationale de France.